# (706) Hirundo
(706) Hirundo est un astéroïde de la ceinture principale découvert le 9 octobre 1910 par l'astronome allemand Joseph Helffrich. Sa désignation provisoire était 1910 KX.